# Stadt der Liebe und Hoffnung
Stadt der Liebe und Hoffnung (japanisch 愛と希望の街, Ai to Kibō no Machi), auch Eine Stadt voller Liebe und Hoffnung, ist der Erstling des japanischen Filmregisseurs Nagisa Ōshima. Der 1959 entstandene Film erfuhr in Europa erst fünfzig Jahre später ein wenig Beachtung.

## Handlung
Der Schüler Masao lebt mit seiner gesundheitlich angeschlagenen Mutter und seiner kleinen Schwester in einer schäbigen Baracke, in einem dreckigen Flecken am Tokioter Stadtrand. Mit Schuheputzen hält die Mutter ihre Familie kaum über Wasser. Um das nicht ausreichende Familieneinkommen aufzubessern, bietet Masao in der Stadt Tauben feil. Diese entkommen ihren neuen Besitzern regelmäßig zurück zu ihm, so dass er die gleichen Tiere mehrfach verkaufen kann. Eines Tages ist das vornehme Mädchen Kyoko von seiner Armut berührt und ersteht eine seiner Tauben.
Wegen der anstehenden Aufnahmeprüfungen ans Gymnasium machen sich Masao und seine Mutter Gedanken über seine beruflichen Aussichten. Die Lehrerin beklagt, dass es für Jungen aus ärmsten Verhältnissen trotz aller Begabung schwer sei, nach dem Abschluss eine anständige Stelle zu finden. Sie engagiert sich für Masao und spricht bei der Elektronikfabrik vor. Deren Besitzer, Kyokos Vater, hält nichts davon, Stadtjungen einzustellen, weil es mit diesen Probleme geben könne. Doch Kyokos älterer Bruder, selbst in der Firma beschäftigt, verliebt sich in die Lehrerin, lädt sie in gehobene Restaurants ein und verspricht, ihr Anliegen beim Vater nochmals vorzubringen. Derweil entwickelt Kyoko ein fasziniertes Interesse an Masaos Leben und sucht ihn in seiner Behausung auf, in deren Nähe sie sich in einer Rauferei mit verlumpten Jungen bewährt. Schließlich muss Kyokos Bruder der Lehrerin aber mitteilen, dass man von Masaos Betrug mit den Tauben erfahren habe und er keine Stelle bekommt. Die Lehrerin wendet sich enttäuscht von ihm ab. Masao schlägt den Taubenkäfig kurz und klein, und Kyoko, die ihm die zu ihm zurückgeflogene Taube im Zorn noch einmal abgekauft hat, lässt sie von ihrem Bruder abschießen.

## Zum Werk
Einige Stilelemente in Ōshimas Erstling erinnern an den italienischen Neorealismus, so die unverblümte Darstellung von Armut in Schwarzweiß. Die Mutter opfert alles, auch ihre Gesundheit, damit Masao eine gute Ausbildung erhält; dieser möchte statt der Schule sofort eine Erwerbsarbeit aufnehmen, um Mutter und Schwester ein würdigeres Dasein zu ermöglichen; Kyoko zahlt mit großem Schein und verzichtet auf ihr Restgeld; die Lehrerin setzt sich selbstlos für das Wohl ihrer Schüler ein. Unter diesem Aspekt entspricht die Stadt der Liebe und Hoffnung in der ersten Hälfte den herkömmlichen Melodramen des Studios Shochiku.
Dieses erlitt in der zweiten Hälfte der 1950er Jahre an den Kinokassen manchen Misserfolg und beschloss, auf einige seiner hoffnungsweckenden Regieassistenten zu setzen. Die Studioführung erwartete einen Film, der neu und anders sein sollte, war aber nicht auf die Militanz gefasst, mit der Ōshima die japanische Klassengesellschaft angriff. „Ich begann mit Filmen, die eine offene Revolte gegen die Gesellschaft waren, Filme, die für den Protest gegen die Krankheit dieser Gesellschaft standen.“ Der japanische Mittelstand manifestiert sich als eilende Menschenmasse auf den Gehsteigen, doch unter den Protagonisten des Dramas ist er lediglich durch die Lehrerin vertreten. Die übrigen Figuren gehören alle entweder zu den Ärmsten oder zu den Reichsten. Die scharf gezeichnete Trennung der gesellschaftlichen Klassen und das Scheitern einer Vermittlung zwischen ihnen hat dem Werk seitens des Studios wie der Filmpublizistik den Vorwurf eingetragen, ein Keiko, ein marxistischer Tendenzfilm zu sein. Das Studio sperrte ihn zunächst für sechs Monate und verpasste ihm dann gegen Ōshimas Willen seinen heutigen Titel – der Regisseur wollte sein Debütwerk Der Junge, der seine Taube verkaufte nennen.
Ein Hersteller von Fernsehern, ist Kyokos Vater in einer technisch fortschrittlichen, prosperierenden Branche tätig. Um die Firma zu schützen, kann er nur makellos beleumdete Angestellte beschäftigen. Für Masaos lebensunterhaltsichernden Betrug hat man kein Verständnis. So bleibt Masao in der Armut gefangen: Sie verleitet ihn zur Delinquenz, was ihm wiederum den Ausstieg aus der Misere versperrt. Die symbolisch eingesetzte Taube zirkuliert zwischen den Schichten. Als ein verkauftes Gut, das von selbst bald wieder zum Verkäufer zurückkehrt, unterläuft die Taube die Logik des marktwirtschaftlichen Tauschs. Meist erfassen Totalen und Halbtotalen das Geschehen. Das Breitformat vermag fast das gesamte Wohnzimmer von Masao Familie – weitere Räume hat die Baracke nicht – zu erfassen. Im reichen Hause hingegen spielt sich die Handlung oft auf Treppen und in Dielen ab, vertikalen Durchgangsräumen, die auf das Vorhandensein größerer Gemächer deuten.

## Rezeption in Europa
Der am 17. November 1959 in Japan veröffentlichte Film fand in Europa kaum Verbreitung. Erst ein halbes Jahrhundert später kam es zu Aufführungen. 2007 urteilte Positif, nichts lasse den 27-jährigen Debütanten erahnen, so beherrscht sei der Film inszeniert, und breche mutig mit den damaligen Konventionen. „Der junge Regisseur versteht es, alle Szenen interessant und dynamisch zu gestalten, sie zur folgenden Sequenz hin zu öffnen, und erreicht so, dass man dem Geschehen mit beständigem Interesse folgt, obwohl die Dramaturgie ziemlich schwach ist. Es gibt weder große Konflikte noch situative Wendungen, nur Mikro-Situationen, die einzig durch die Kraft der Mise-en-scène miteinander verkettet sind (...).“ Meisterhaft sei auch die Komposition des Breitbilds. 2009 brachte eine Ōshima-Retrospektive des Österreichischen Filmmuseums das Werk einer größeren Öffentlichkeit näher. Im selben Jahr erschien eine deutsch untertitelte DVD. Die Neue Zürcher Zeitung meinte, wegen der Dringlichkeit seiner Anklage habe das Werk im japanischen Kino eine neue Bewegung angestoßen.

## Weiterführende Literatur